# Brittany Murphy
Brittany Anne Murphy, nata Bertolotti (Atlanta, 10 novembre 1977 – Los Angeles, 20 dicembre 2009), è stata un'attrice e cantante statunitense.
Nel corso della sua carriera ha interpretato diversi ruoli passionali e recitato in vari film d'azione; l'ultimo per cui ha lavorato, il thriller Something Wicked, è stato distribuito postumo nel 2014.

## Biografia
Nacque ad Atlanta con il nome di Brittany Anne Bertolotti, da madre statunitense di origini irlandesi ed est europee, Sharon Murphy, e da padre statunitense di origini italiane, Angelo Joseph Bertolotti (1926-2019). I suoi genitori divorziarono quando aveva 2 anni e Brittany andò a vivere con la madre, cambiando in seguito il proprio nome in Brittany Anne Murphy. Visse inizialmente a Edison, nel New Jersey, e successivamente a Burbank, in California. All'età di nove anni partecipò, con un ruolo di cantante, al musical Les Misérables, e all'età di tredici anni era già stata affiancata da un manager.

### Cinema e televisione
Il suo primo lavoro a Hollywood, all'età di quattordici anni, la vide interprete, come protagonista, in Un professore alle elementari. Inoltre, all'inizio degli anni novanta, fu la leader della band Blessed Soul. Successivamente ha partecipato a diversi film, tra i quali Ragazze interrotte, 8 Mile, Ragazze a Beverly Hills e Le ragazze dei quartieri alti; oltre a diverse apparizioni televisive, a partire da Sister, Sister fino al ruolo di doppiatrice nel cartone animato King of the Hill. Nel 2008 è protagonista nel film The Ramen Girl.

### Musica
A partire dal 2005 è stata testimonial dei jeans Jordache. È comparsa nel videoclip di A little respect dei Wheatus (2001) e successivamente nel videoclip Closest Thing to Heaven dei Tears for Fears (2005). Nel 2006 ha inciso il brano Faster Kill Pussycat insieme al disc jockey Paul Oakenfold.

### Morte

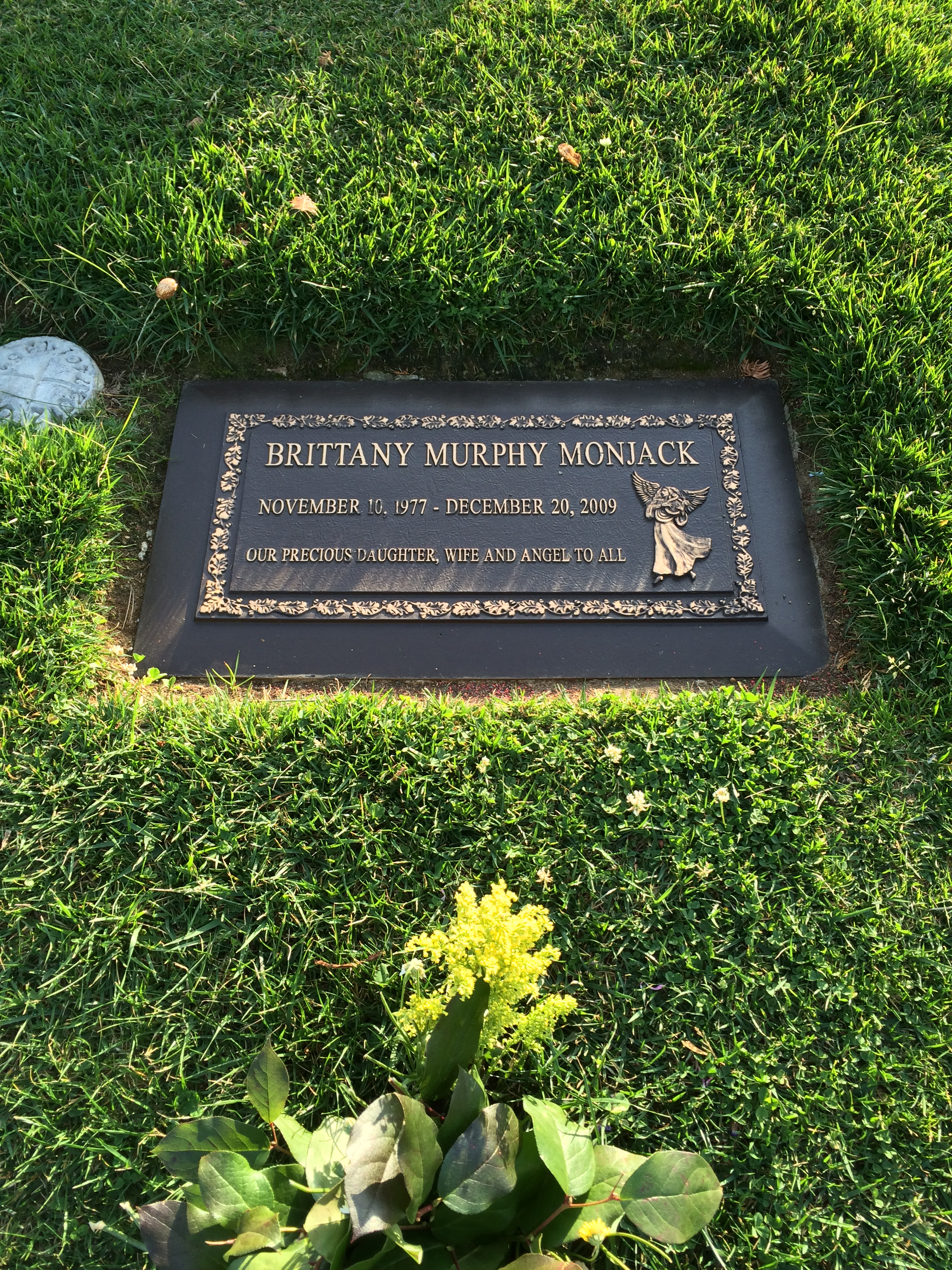
Lapide di Brittany Murphy situata a Hollywood

Alle ore 8:00 del mattino del 20 dicembre 2009, il dipartimento dei vigili del fuoco di Los Angeles è intervenuto in seguito a una richiesta di assistenza medica giunta dalla casa in cui Murphy abitava insieme al marito, il regista e sceneggiatore Simon Monjack. Secondo le ricostruzioni dei paramedici, l'attrice sarebbe collassata nel bagno, dove il personale medico avrebbe tentato di rianimarla; dopo vari tentativi senza successo, Murphy è stata trasportata ancora priva di sensi su un'ambulanza al Cedars-Sinai Medical Center, dove alle 10:05 è stata dichiarata morta all'età di soli 32 anni, a causa di un arresto cardiaco.
Il 21 dicembre 2009 è stata eseguita l'autopsia, i cui esiti hanno rivelato che in realtà la causa effettiva del decesso di Brittany era stata una polmonite, che poteva essere curata, ma nel frattempo aggravata da un'anemia sideropenica e da un'intossicazione da farmaci, tra cui idrocodone, paracetamolo e clorfenamina, tutti regolarmente prescritti proprio per il trattamento del raffreddore accusato da Murphy in quel periodo, ma in grado altresì di causare pesanti effetti collaterali se assunti in quantità elevate.
È sepolta al Forest Lawn Memorial Park di Hollywood Hills.
Il 23 maggio 2010 a distanza di soli cinque mesi, anche il marito Simon Monjack fu trovato morto nella sua casa a Los Angeles: la causa della morte, come per Brittany, fu causata da polmonite aggravata da anemia. Le indagini a quel punto, presero in considerazione che la causa dei due decessi fosse da attribuire alla presenza di una particolare muffa che infestava l'abitazione, ma le verifiche non trovarono riscontri per tale ipotesi.

## Vita privata
La sua repentina perdita di peso e le diverse trasformazioni nel corso degli anni hanno sollevato varie congetture in merito a problemi di disordine alimentare e dipendenza da cocaina che l'avrebbero coinvolta. All'epoca l'attrice contestò questa dichiarazione. Il 12 aprile 2007 sposò lo sceneggiatore Simon Monjack, con cui rimase fino alla morte, sopraggiunta due anni dopo.

## Filmografia

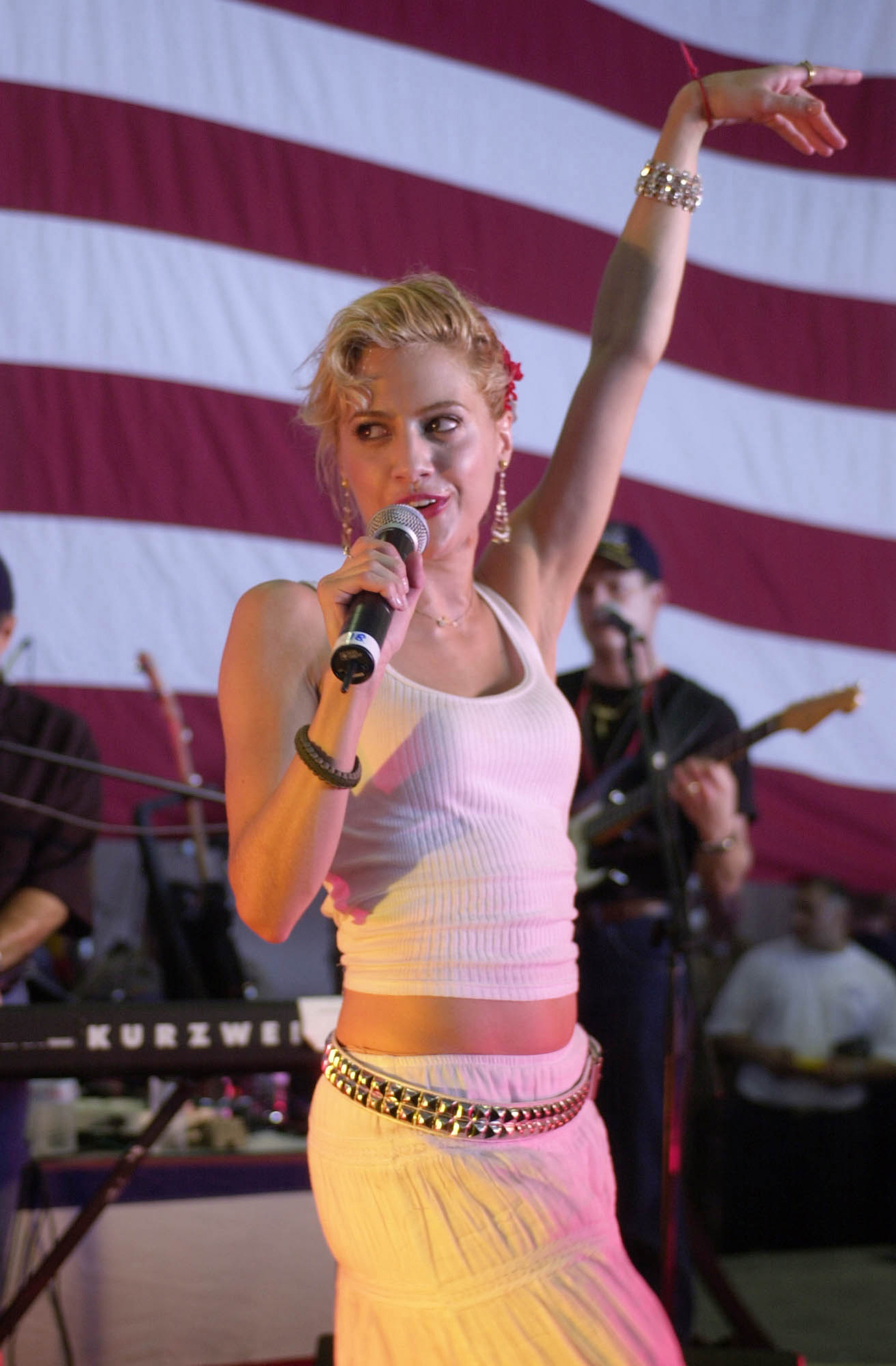
Brittany Murphy nel 2003

### Attrice

#### Cinema
- Family Prayers, regia di Scott M. Rosenfelt (1993)
- Ragazze a Beverly Hills (Clueless), regia di Amy Heckerling (1995)
- Freeway - No Exit (Freeway), regia di Matthew Bright (1996)
- Bongwater, regia di Richard Sears (1997)
- Drive - Prendetelo vivo (Drive), regia di Steve Wang (1997)
- Falling Sky, regia di Russ Brandt e Brian J. De Palma (1998)
- L'angelo del male (The Prophecy II), regia di Greg Spence (1998)
- Phoenix - Delitto di polizia (Phoenix), regia di Danny Cannon (1998)
- Nonna trovami una moglie (Zack and Reba), regia di Nicole Bettauer (1998)
- Bella da morire (Drop Dead Gorgeous), regia di Michael Patrick Jann (1999)
- Ragazze interrotte (Girl, Interrupted), regia di James Mangold (1999)
- Trixie, regia di Alan Rudolph (2000)
- Angels!, regia di Rico Martinez (2000)
- Cherry Falls - Il paese del male (Cherry Falls), regia di Geoffrey Wright (2000)
- The Audition, regia di Chad Lowe (2000) – cortometraggio
- I marciapiedi di New York (Sidewalks of New York), regia di Edward Burns (2001)
- Il sogno di un'estate (Summer Catch), regia di Michael Tollin (2001)
- Don't Say a Word, regia di Gary Fleder (2001)
- I ragazzi della mia vita (Riding in Cars with Boys), regia di Penny Marshall (2001)
- Spun, regia di Jonas Åkerlund (2002)
- Something in Between, regia di Zackary Adler (2002)
- 8 Mile, regia di Curtis Hanson (2002)
- Oggi sposi... niente sesso (Just married), regia di Shawn Levy (2003)
- Le ragazze dei quartieri alti (Uptown Girls), regia di Boaz Yakin (2003)
- Tutte le ex del mio ragazzo (Little Black Book), regia di Nick Hurran (2004)
- Sin City, regia di Robert Rodriguez e Frank Miller (2005)
- Neverwas - La favola che non c'è (Neverwas), regia di Joshua Michael Stern (2005)
- Fuga dal matrimonio (The Groomsmen), regia di Edward Burns (2006)
- Amore e altri disastri (Love and Other Disasters), regia di Alek Keshishian (2006)
- The Dead Girl, regia di Karen Moncrieff (2006)
- The Ramen Girl, regia di Robert Allan Ackerman (2008)
- Deadline, regia di Sean McConville (2009)
- Across the Hall, regia di Alex Merkin (2009)
- Abandoned, regia di Michael Feifer (2010) – postumo
- Something Wicked, regia di Darin Scott (2014) – postumo

#### Televisione
- Murphy Brown – serie TV, episodio 3x18 (1991)
- Un professore alle elementari (Drexell's Class) – serie TV, 18 episodi (1991–1992)
- Kids Incorporated – serie TV, episodio 8x03 (1992)
- Parker Lewis (Parker Lewis Can't Lose) – serie TV, episodio 3x03 (1992)
- Famiglia cercasi (Almost Home) – serie TV, 13 episodi (1993)
- Blossom - Le avventure di una teenager (Blossom) – serie TV, episodio 4x01 (1993)
- Frasier – serie TV, episodio 1x19 (1994)
- Cinque in famiglia (Party of Five) – serie TV, episodi 1x02-1x03 (1994)
- Sister, Sister – serie TV, 6 episodi (1994-1995)
- Crescere, che fatica! (Boy Meets World) – serie TV, episodi 3x01-3x09 (1995)
- Marshal (The Marshal) – serie TV, episodio 2x11 (1995)
- SeaQuest - Odissea negli abissi (SeaQuest DSV) – serie TV, episodio 3x10 (1995)
- Murder One – serie TV, episodio 1x09 (1995)
- Senza appello (Double Jeopardy) – film TV, regia di Deborah Dalton (1996)
- Nash Bridges – serie TV, episodio 2x07 (1996)
- Ragazze a Beverly Hills – serie TV, episodio 1x10 (1996)
- David e Lisa (David and Lisa) – film TV, regia di Lloyd Kramer (1998)
- L'aritmetica del diavolo (The Devil's Arithmetic) – film TV, regia di Donna Deitch (1999)
- Pepper Ann – serie TV, episodi 3x03-5x11-5x15 (1999–2000)
- Common Ground – film TV, regia di Donna Deitch (2000)
- Nora Roberts - Un dono prezioso (Tribute), regia di Martha Coolidge – film TV (2009)
- MegaFault - La terra trema (Megafault) – film TV, regia di David Michael Latt (2009)

### Doppiatrice

#### Cinema
- Cani dell'altro mondo (Good Boy!) (2003)
- Happy Feet, regia di George Miller (2006)
- Futurama - La bestia con un miliardo di schiene (Futurama: The Beast with a Billion Backs), regia di Peter Avanzino (2008)

#### Televisione
- King of the Hill – serie TV, 231 episodi (1997-2009)

## Riconoscimenti
- È stata votata, a più riprese, tra le "100 donne più sexy del mondo" dalla rivista FHM:
  - Edizione 2003: 56ª posizione.
  - Edizione 2004: 66ª posizione.
- 1996 - Young Artist Awards
- Nomination miglior attrice/cantante professionista
- Nomination miglior attrice non protagonista (Ragazze a Beverly Hills)
- 1997 - Annie Awards
  - Nomination miglior recitazione (King of the Hill)
- 1999 - Young Artist Awards
- Nomination miglior attrice protagonista in un film televisivo (David e Lisa)
- 2000 - Annie Awards
  - Nomination miglior recitazione (King of the Hill)
- 2000 - Young Artist Awards
  - Nomination miglior attrice (Ragazze interrotte)
- 2001 - DVD Exclusive Awards
  - Nomination miglior attrice non protagonista (Bongwater)
  - Nomination miglior attrice (Zack and Reba)
- 2001 - Satellite Awards
  - Nomination miglior attrice non protagonista in un film drammatico (Don't Say a Word)
- 2003 - Teen Choice Awards
  - Nomination miglior attrice in un film commedia (Oggi sposi... niente sesso)
  - Nomination miglior attrice in un film drammatico/d'azione (8 Mile) (con Eminem)
  - Nomination miglior bacio (8 Mile)
  - Nomination miglior bacio (Oggi sposi... niente sesso) (con Ashton Kutcher)
- 2004 - Razzie Awards
  - Nomination peggior attrice non protagonista (Oggi sposi... niente sesso)
  - Nomination peggior coppia (Oggi sposi... niente sesso)
- 2005 - Annie Awards
  - Miglior recitazione (King of the Hill)
- 2005 - Teen Choice Awards
  - Miglior attrice in un film drammatico (Tutte le ex del mio ragazzo)

## Doppiatrici italiane
Nelle versioni in italiano dei suoi film, Brittany Murphy è stata doppiata da:
- Valentina Mari in Bella da morire, Don't Say a Word
- Connie Bismuto in Oggi sposi... niente sesso, Le ragazze dei quartieri alti, Cani dell'altro mondo
- Domitilla D'Amico in Sin City, The Ramen Girl
- Eleonora De Angelis in I ragazzi della mia vita, Tutte le ex del mio ragazzo
- Antonella Baldini in Ragazze a Beverly Hills
- Ilaria Latini in Feeway No Exit
- Paola Della Pasqua in Drive - Prendetelo vivo
- Rossella Acerbo in Ragazze interrotte
- Federica De Bortoli in L'aritmetica del diavolo
- Angela Brusa in Spun
- Myriam Catania in 8 Mile
- Chiara Gioncardi in Neverwas - La favola che non c'è
- Eleonora Reti in Amore e altri disastri
- Claudia Pittelli in Un professore alle elementari
- Rachele Paolelli in The Dead Girl
- Perla Liberatori in Megafault - La terra trema
- Stella Musy in Un dono prezioso

Da doppiatrice è sostituita da:
- Domitilla D'Amico in King of the Hill, Happy Feet
- Letizia Scifoni in Futurama: La bestia con un miliardo di schiene
- Connie Bismuto in Cani dell'altro mondo
- Alessio De Filippis in King of the Hill (Joseph Gribble)